# مسجد تشوبانكول
مسجد تشوبانكول (بالاذرية: Çobankol kənd məscidi) (بالانجليزية: Chobankol Mosque)هو معلم تاريخي ومعماري يعود تاريخه إلى القرن التاسع عشر، يقع في قرية تشوبانكول في منطقة زاقاتالا بجمهورية أذربيجان. تم إدراج المسجد ضمن قائمة الآثار التاريخية والثقافية غير المنقولة ذات الأهمية المحلية بموجب القرار رقم 132 الصادر عن مجلس وزراء جمهورية أذربيجان في 2 أغسطس 2001.

## نبذة تاريخية
بُني مسجد قرية تشوبانكول في القرن التاسع عشر في قرية تشوبانكول التابعة لمنطقة زاقاتالا بدولة أذربيجان، بمساهمة السكان المحليين. بعد احتلال الجيش الأحمر لأذربيجان، بدأت حملة رسمية ضد الدين في عام 1928.
في ديسمبر من العام نفسه، سلمت اللجنة المركزية للحزب الشيوعي الأذربيجاني العديد من المساجد والكنائس والمعابد لاستخدامها كأندية تعليمية.
أُغلق المسجد خلال هذه الفترة واستخدم كمخزن حتى عام 1988، وأعيد للمصلين عام 1989.
بعد استقلال أذربيجان، أُدرج المسجد في قائمة الآثار ذات الأهمية المحلية بموجب القرار رقم 132 لمجلس الوزراء الأذربيجاني في 2 أغسطس 2001. بعد زلزال ضرب المنطقة الشمالية الغربية من أذربيجان عام 2012، تعرض المسجد لأضرار كبيرة. حاليًا، لا يزال المسجد في حالة خطرة وغير مستخدم.

## التصميم المعماري
تبلغ مساحة فناء المسجد حوالي 800 م2، بينما تبلغ أبعاده الداخلية 20 × 10 أمتار.
شُيد المسجد باستخدام حجارة الأنهار والطوب المحروق. كما توجد لوحة حجرية منقوشة على الجدار الخلفي. يتميز المسجد بباب مدخل مقوس وشرفة أمام المدخل تحتوي على سبعة أقواس. بالإضافة إلى ذلك، يحتوي المسجد على منبر خشبي مكون من خمس درجات.

## معرض الصور

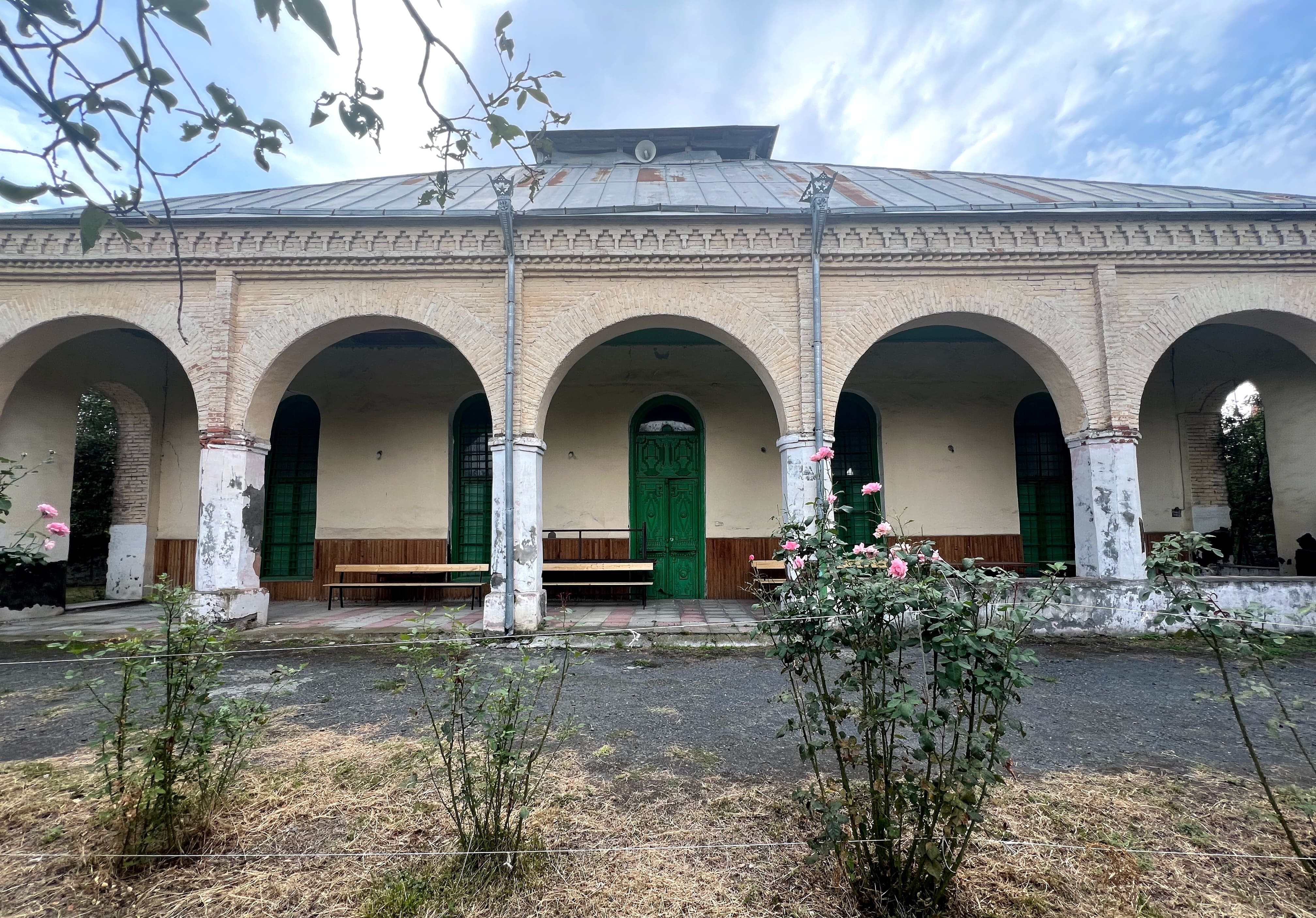
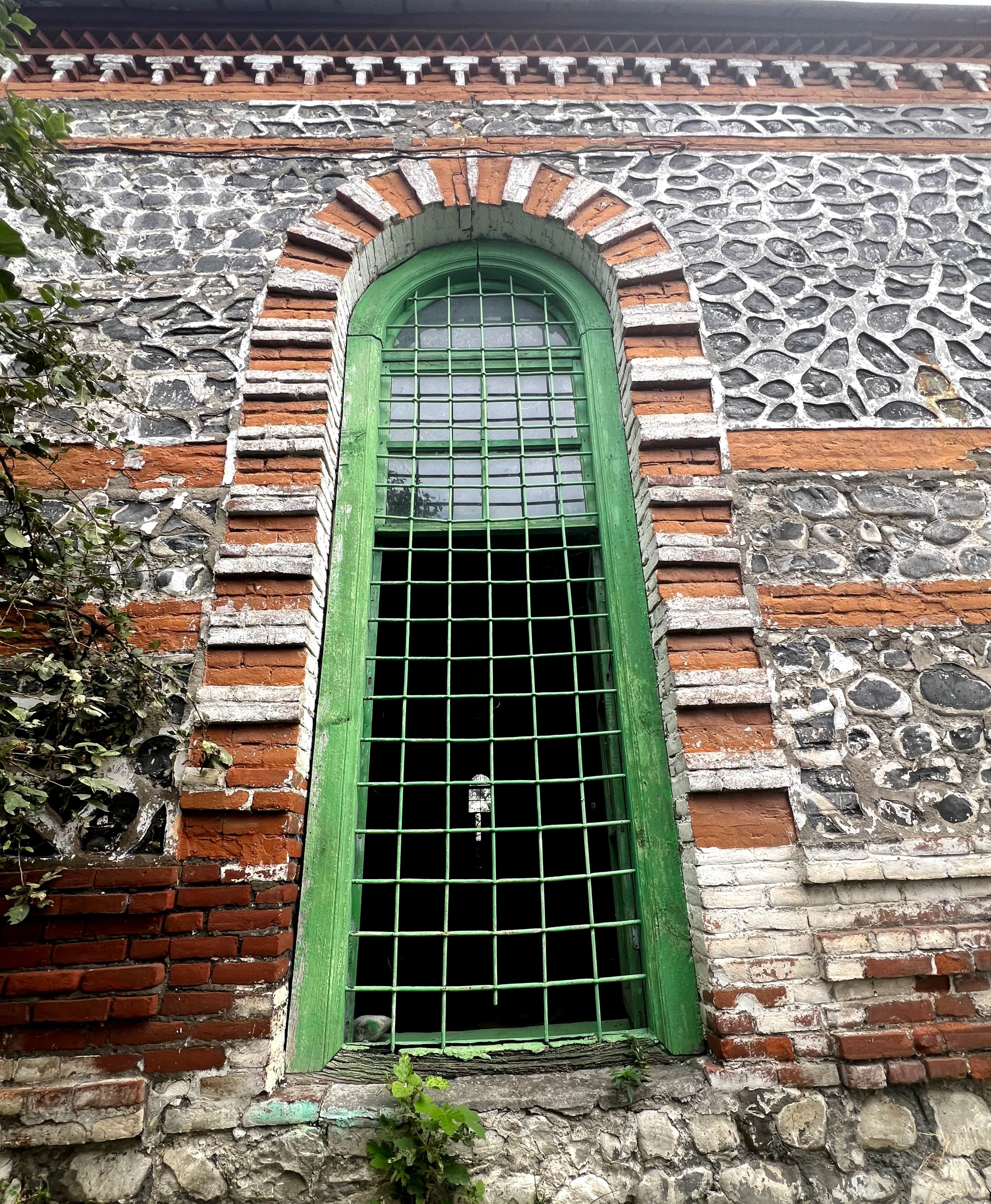
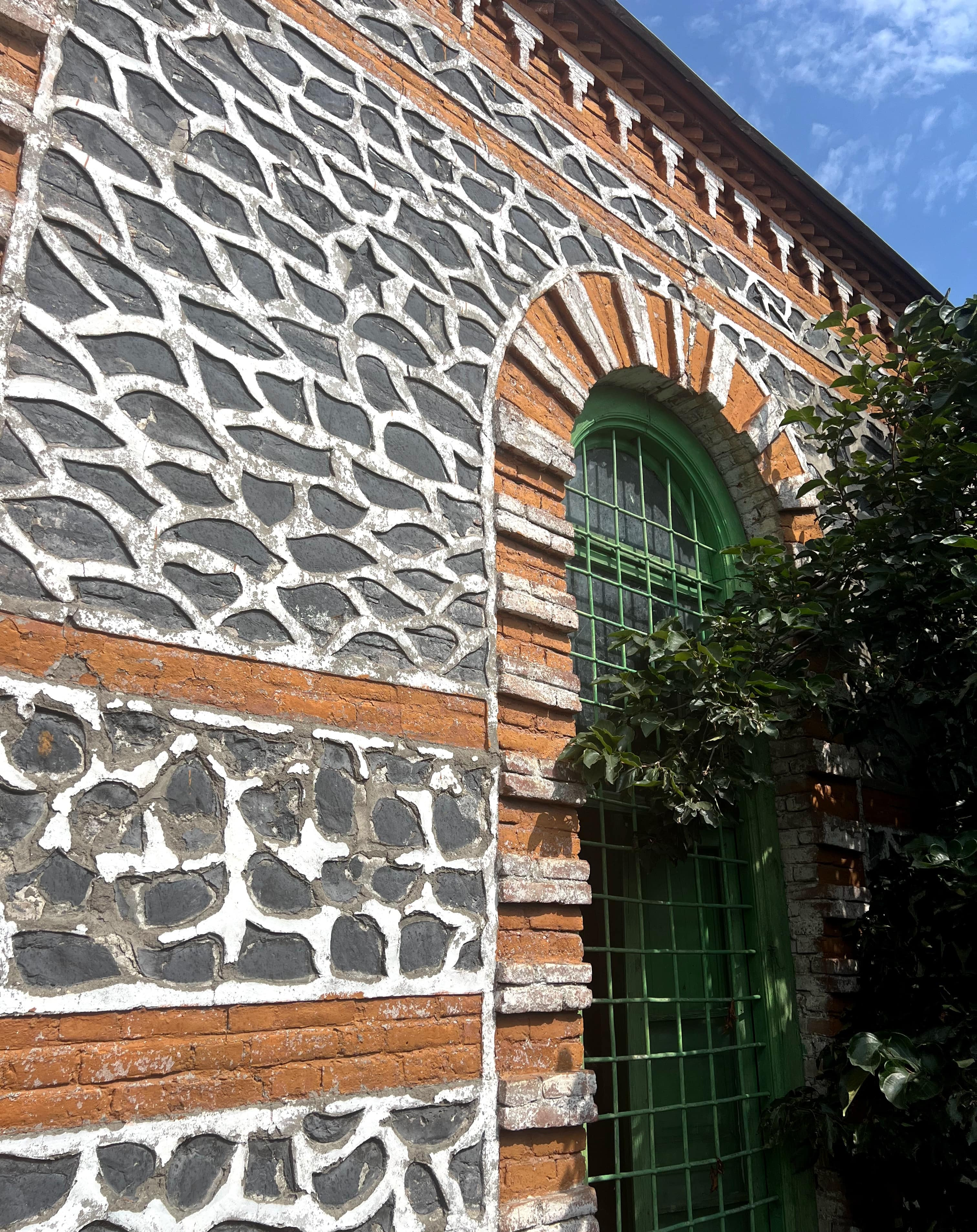
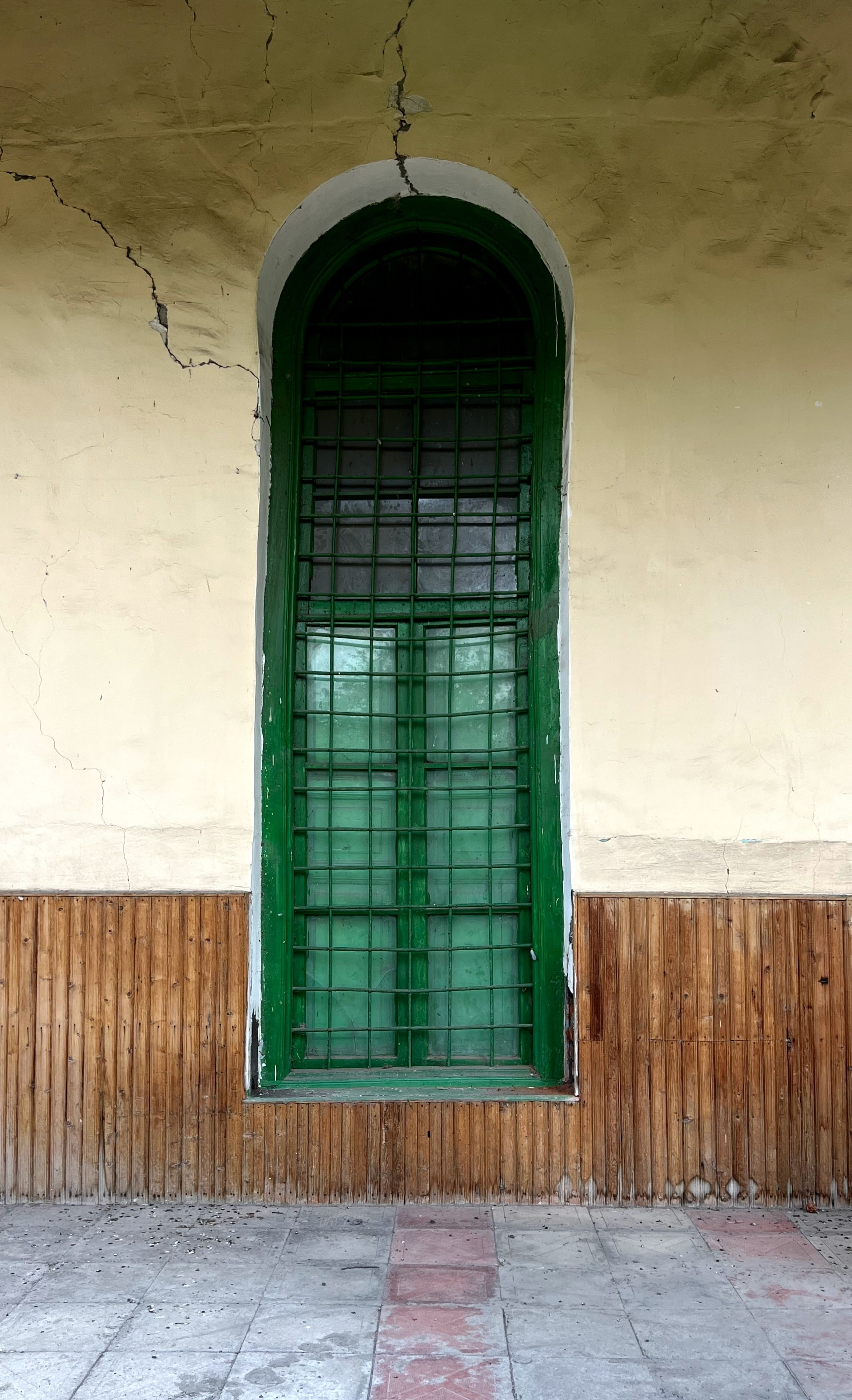
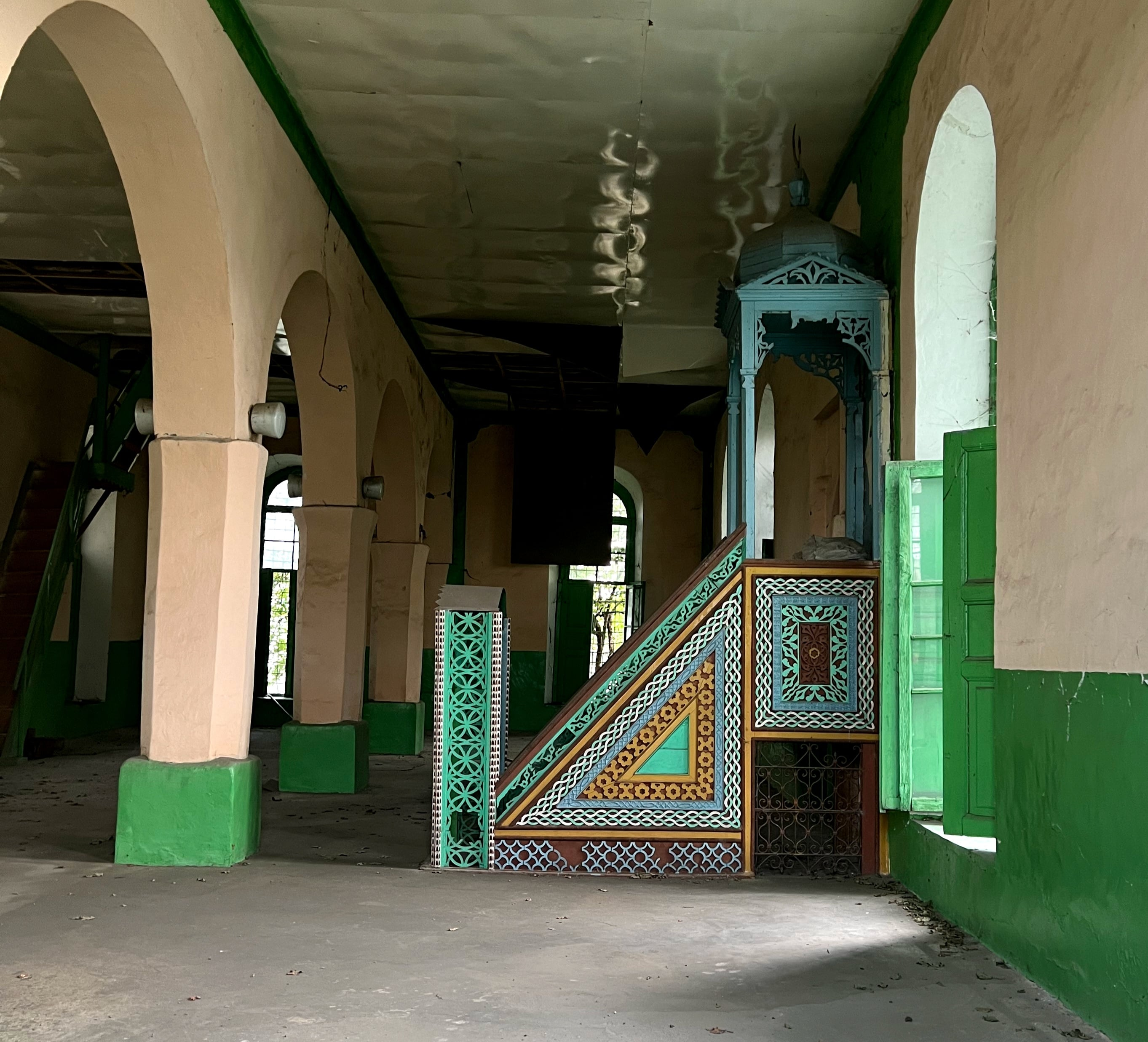
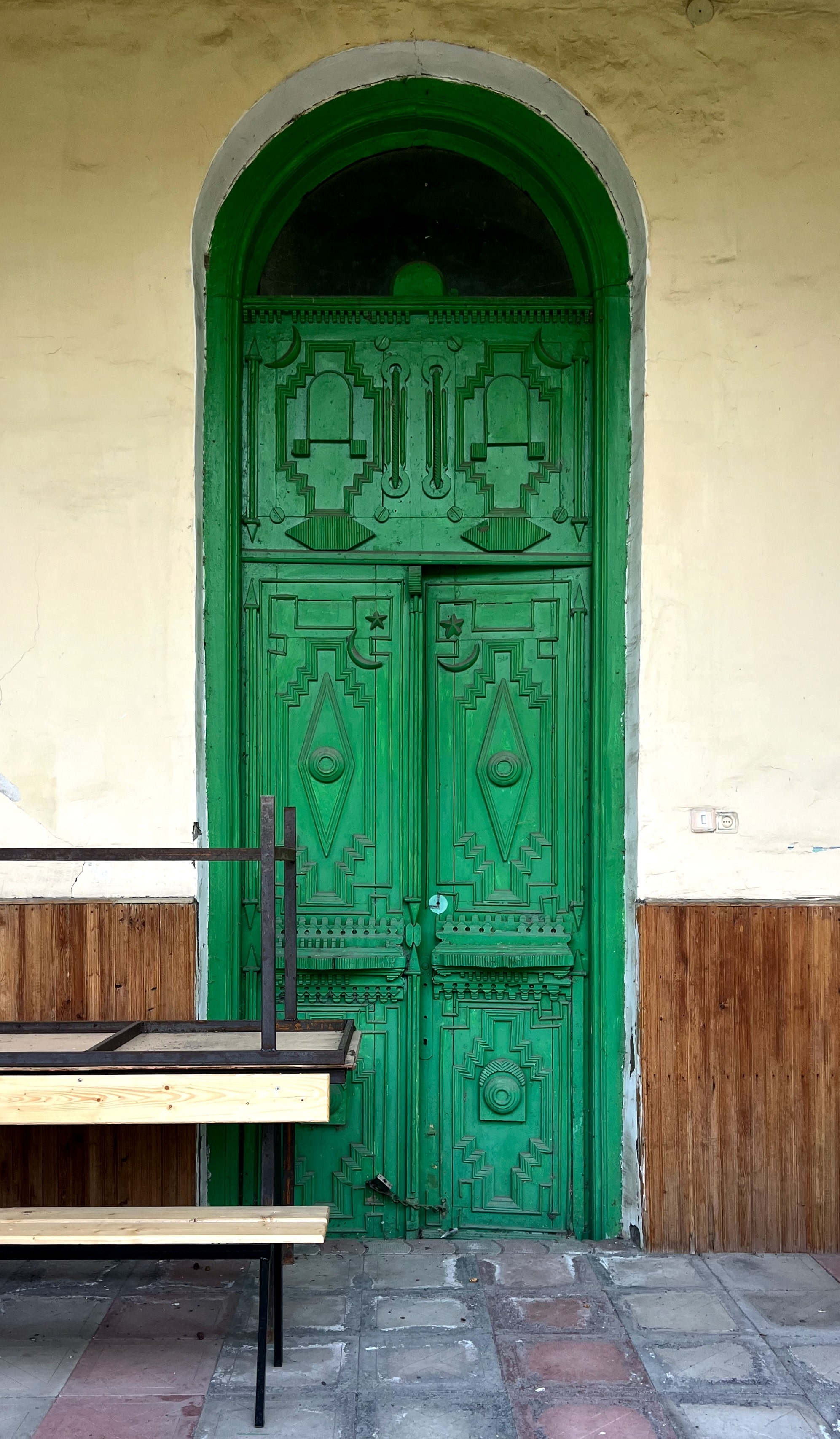